# Йоэнсен, Аллан Гордон
Аллан Гордон Йоэнсен (фар. Allan Gordon Joensen; 31 октября 1977, Тофтир, Фарерские острова — 25 ноября 2021, Твёройри, Фарерские острова) — фарерский футболист, вратарь, выступавший за клубы «Б68», «ИФ» и «ЛИФ».

## Биография
Аллан начинал свою карьеру в «Б68» из своей родной деревни Тофтир. 7 мая 1994 года он дебютировал за дублирующий состав тофтирцев в матче первого дивизиона против резервной команды торсхавнского «ХБ», пропустив 5 голов. Это была его единственная игра в первом сезоне на взрослом уровне. В 1995 году Аллан провёл 12 встреч за «Б68 II» во втором дивизионе и забил 1 гол, выступая на позиции полузащитника. Начиная со следующего сезона он играл исключительно на воротах. 25 апреля 1997 года в матче против «ФС» Аллан дебютировал за первую команду «Б68» в фарерской премьер-лиге и пропустил 1 мяч. Всего в своём сезоне-1997 он принял участие в 7 встречах высшего дивизиона и пропустил в них 15 голов. В 2 следующих сезонах Аллан совмещал игру за «Б68» выступлениями за дублирующий состав клуба. 25 июня 1999 года вратарь забил с пенальти третьему составу «ГИ» в матче второй лиги.
В 2000 году Аллан покинул «Б68» и присоединился к фуглафьёрдурскому «ИФ». Он начал сезон-2000 как основной вратарь команды, пропустив 11 голов в 11 матчах первого дивизиона, однако затем уступил место в воротах Эрлингу Йоэнсену и был переведён в «дубль». В 2001 году Аллан был арендован клубом «ЛИФ», за который отыграл 16 встреч в первой лиге и пропустил в них 32 мяча. Вернувшись в «ИФ» в сезоне-2002, он не пригодился первой команде и провёл 2 игры за её дублирующий состав, пропустив 4 гола. В 2003 году Аллан перешёл в «ЛИФ» на постоянной основе. В составе «зелёных» он провёл 2 сезона, приняв участие в 34 матчах и пропустив 69 мячей. 17 мая 2003 года Аллан забил свой второй гол на позиции вратаря: он с пенальти поразил ворота дублирующего состава «КИ». В 2005 году голкипер вернулся в «ИФ» и сыграл 13 игр в фарерской-премьер-лиге, пропустив 26 мячей. В 2009 году Аллан сыграл свой прощальный матч за дублирующий состав «ИФ» против клуба «Ундри» и завершил футбольную карьеру.
Бывший футболист скончался от коронавируса утром 25 ноября 2021 года в Сувуройской больнице в Твёройри. Его первый клуб «Б68» объявил об этом на своей официальной странице в Facebook 2 дня спустя. Похороны состоялись 28 ноября в родном для усопшего Тофтире. Панихиду проводил диакон церкви Фруйрикскирьян Хайни Кристиансен.

## Достижения

### Командные
«Б68 II»
- Победитель второго дивизиона (1): 1995